# イブン・ハズム
イブン・ハズム （أبو محمد علي بن احمد بن سعيد بن حزم, Ibn Hazm, 994年11月7日 - 1064年8月15日）は、中世イスラーム世界のアンダルスのウマイヤ朝の人物。神学者、法学者、詩人。本名はアリー。通り名は、アブー・ムハンマド。

## 生涯
コルドバの名家に生まれる。父アフマドは、ウマイヤ朝のカリフであるヒシャーム2世に仕える宰相だった。家庭では多くの侍女にかしずかれて育ち、この時の経験がのちの著作『鳩の頚飾り』に影響を与える。後ウマイヤ朝の内紛によりコルドバを逃れ、カリフのアブド・アッラフマーン4世、アブド・アッラフマーン5世、ヒシャーム3世の宰相となるが、動乱のために数度の投獄を受ける。
イスラーム法学ではザーヒル派に属し、クルアーンやハディースの内容を固守する論客だった。類推（キヤース）、個人的見解（ラーイ）、合意（イジュマー）などによる妥協を認める学説に反対し、当時のアンダルスで支配的だったマーリク派の法学者たちを攻撃したため、迫害を受ける。神学や法学を中心に400篇近い著述をしたとされるが、大半は存命中にセビリアで焼き捨てられ、ニエブラで死去した。
代表的な著作として、ユダヤ教、キリスト教、イスラームについて書いた『諸宗派に関する書』（Al Kitab al-Muhallā bi'l Athār）がある。現存する唯一の文芸作品であり、恋愛論でもある『鳩の頸飾り』（Ṭawq al-Ḥamāmah）は、死後8世紀以上たってからライデン大学で写本が発見され、各国語に訳されている。

## 著書
- Al Kitab al-Muhallā bi'l Athār 『諸宗派に関する書』
- Ṭawq al-Ḥamāmah.　『鳩の頸飾り　愛と愛する人々に関する論攷』

黒田壽郎訳・解説、岩波書店＜イスラーム古典叢書＞、1978年、1982年